# Kontinuität (Medien)
Kontinuität bezeichnet in den Medien die inhaltliche Stimmigkeit mehrerer abgeschlossener Produktionen, wie z. B. Teilen einer Film- bzw. Buchreihe oder Folgen bzw. Teilen einer Fernseh- bzw. Comicserie, zueinander. Von besonderer Bedeutung ist das Konzept der Kontinuität daher bei der Fortführung von Franchises. Hierbei kommt es insbesondere bei der Produktion von Vorgeschichten oder Zwischenstücken zu bestehenden Produktionen oftmals zu Kontinuitätsfehlern. Je nach Art und Ausmaß eines solchen Kontinuitätfehlers kann dieser in künftigen Produktionen möglicherweise wieder beseitigt werden. Ist dies nicht der Fall, können zunehmende Kontinuitätsprobleme mitunter auch ein Grund für die Initiierung einer Neuauflage des Franchises sein.
Wenn ein etablierter Fakt innerhalb einer Kontinuität umgedeutet oder ignoriert wird, oder durch zu neue Information radikal verändert wird, so kann Rückwirkende Kontinuität (Englisch "Retcon", retroactive continuity) vorliegen. Dieser Begriff bezeichnet nur Fälle, in denen eine entsprechende Änderung nachträglich erfolgt, nicht wo sie von vornherein geplant, Teil der Handlung oder ein Fall von „unzuverlässigem Erzählen“ sind. Eines der bekanntesten Beispiele für einen Retcon ist die gesamte 9. Staffel der Serie „Dallas“, die in Staffel 10 zu einem Traum einer Figur umgedeutet wird.
Ein mit dem Retcon verwandtes Stilmittel im Bezug auf die Kontinuität ist das vorsätzliche Verlieren von Kontinuität (engl. intentionally lost continuity). Beispiel hierfür ist die Fernsehserie The Simpsons, bei der einige Teile vorangegangener Folgen in späteren Folgen Bestand (Kontinuität) haben, aber nicht alle (verlorene Kontinuität). Dies gilt insbesondere für das Alter der Figuren – sie altern nicht merklich, obwohl Jahreszahlangaben und technischer Fortschritt entsprechend der Realität in die Serie aufgenommen werden.
Darüber hinaus bezeichnet der Begriff in der Filmkunst auch die inhaltliche Stimmigkeit innerhalb einer Produktion, insbesondere beim Übergang zwischen zwei Einstellungen, siehe Anschluss (Film).
Nicht zu verwechseln ist die Kontinuität eines Werkes mit dem Kanon. Letzterer bezeichnet, welche Veröffentlichungen in die Kontinuität einzubeziehen sind. So gibt es bspw. im Doctor-Who-Franchise außerkanonische Doktoren.